# Castillo de Hitoyoshi
El castillo de Hitoyoshi (人吉城 Hitoyoshi-jō?) fue una fortificación japonesa del siglo XII en Hitoyoshi, ciudad de la prefectura de Kumamoto. Sus ruinas fueron designadas Lugar Histórico Nacional, y forma parte de la lista de «100 notables castillos de Japón».

## Historia
Sagara Nagayori fundó el castillo original en 1198 tras derrotar a los Yase, vasallos de la familia Taira; desde entonces, su clan gobernó Hitoyoshi durante treinta y cinco generaciones. En el 1470 (período Sengoku), cuando Sagara Tametsugu era el señor feudal, se tienen registros de la existencia de una nueva fortaleza. En 1589, Sagara Nagatsune inició una renovación a gran escala: los patios y las estructuras principales se completaron finalmente en 1601, y los muros de piedra en el año 1644. Esta fortificación empleó el río Kuma como foso exterior y contaba con muchos embarcaderos para aumentar el tráfico marítimo y el comercio. En 1802 y en 1862 los edificios sufrieron de un incendio, pero en ambas ocasiones se reconstruyeron todas las estructuras. El complejo quedó desmantelado en 1872, del cual solo restan los muros de piedra originales.

## Estado de conservación
En 1993 se volvieron a erigir las yaguras Tamon y Sumi, en tanto que la puerta Horiai también se trata de una réplica, ya que la original —que daba entrada al castillo— se encuentra en una residencia samurái cercana. Las reconstrucciones posteriores a 1862 presentaban una estructura de hanedashi —parte de un piso superior que sobresale del plano del piso de abajo—, importada de los castillos europeos y poco común en los japoneses. En la base de la colina de la fortaleza se puede encontrar un santuario y un jardín en el antiguo lugar de la residencia del señor feudal. En la zona donde había edificios administrativos y establos se ubica el museo de historia local, que alberga artefactos de la fortificación y obras de arte. A finales de abril o principios de mayo Hitoyoshi aloja el festival del castillo, que da comienzo con un desfile de doscientas personas vestidas de guerrero. Durante la celebración se llevan a cabo exhibiciones de yabusame (tiro con arco a caballo), tiro desde barcas en movimiento y una ceremonia del té al aire libre.